# Bosco Penha
Bosco Penha (* 10. Januar 1937 in Mumbai) ist ein indischer Priester und emeritierter Weihbischof in Bombay.

## Leben
Bosco Penha empfing am 21. Dezember 1960 die Priesterweihe.
Papst Johannes Paul II. ernannte ihn am 15. Mai 1987 zum Weihbischof in Bombay und Titularbischof von Maxula Prates. Der Erzbischof von Bombay, Simon Ignatius Kardinal Pimenta, weihte ihn am 8. August  desselben Jahres zum Bischof; Mitkonsekratoren waren die Weihbischöfe in Bombay, Longinus Gabriel Pereira und Ferdinand Joseph Fonseca.
Am 14. Januar 2012 nahm Papst Benedikt XVI. das von Bosco Penha aus Altersgründen vorgebrachte Rücktrittsgesuch an.